# Charlie Brown
Charlie Brown je ústřední protagonista stripu Peanuts, který byl publikován v řadě světových zemí. Postavu vymyslel Charles M. Schulz a poprvé se objevila v roce 1948 v jeho komiksu Li'l Folks. V Peanuts je od jeho vzniku, tj. 2. října 1950. Rovněž se objevil v řadě televizních filmů a seriálů, v nichž jej zpočátku daboval Peter Robbins, později řada dalších.